# Scott Bradley
Scott Bradley (Russellville, 26 de novembro de 1891 — Chatsworth,  27 de abril de 1977) foi um compositor, pianista e diretor de orquestra estadunidense. 
É conhecido por trabalhar em curtas-metragens da Metro-Goldwyn-Mayer, incluídos os protagonizados por Tom e Jerry, Droopy, Urso Barney, e vários de Tex Avery.
Algumas biografias afirmam erroneamente que Bradley começou seu trabaho nos estúdios Disney (confundindo-o, indubitavelmente, com seu sócio Carl Stalling). Sem trabalho, Bradley passou à área dos desenhos animados para trabalhar num filme a princípios dos anos 1930. Bradley e Carl Stalling (que havia deixado a Disney) trabalharam para o animador Ub Iwerks, empregado de Disney e co-criador do Mickey Mouse.
Seu estilo inicial consistia em incorporar melodias tradicionais e populares à maneira de colagem, como era comum na animação destes dias. Sem trabalho, uma discussão com Fred Quimby o animou a desenvolver um estilo próprio e a finais dos anos 1940, Bradley desenvolveu uma grande variedade de metáforas musicais para expressar diferentes emoções e ações.
Seus trabalhos clássicos incluem The Two Mouseketeers (1952) e The Cat Concerto (1946), o qual usou a Rapsódia Húngara n.o 2 de Franz Liszt como base para a animação.
Bradley se aposentou em 1958, quando a MGM encerrou seu estúdio de animação.
Está sepultado no Oakwood Memorial Park Cemetery.